# Gruppi anarchici federati
I Gruppi anarchici federati sono stati una un'organizzazione anarchica operante in Italia dal 1970 al 1978, come evoluzione dei precedenti Gruppi giovanili anarchici federati (esistenti dal 1965).

## Storia

### Origini
I GAF si costituirono in un convegno tenutosi a Venezia nel gennaio 1970 come evoluzione della precedente esperienza dei Gruppi giovanili anarchici federati (esistenti dal 1965) e raccolsero adesioni essenzialmente nell'Italia settentrionale.

### Pensiero
L'originalità dei GAF rispetto alle federazioni anarchiche esistenti in Italia all'epoca (Federazione anarchica italiana e Gruppi di iniziativa anarchica) consisteva nel proporsi come federazione di tendenza (cioè insieme di gruppi accomunati dalla costante elaborazione di un pensiero e di una strategia comune) rispetto alle federazioni di sintesi (federazioni di gruppi eterogenei) che caratterizzavano il movimento anarchico italiano. Tra le elaborazioni teoriche la riflessione sull'evoluzione del dominio attraverso lo sviluppo di una nuova classe dominante la tecnoburocrazia, caratterizzata non dalla proprietà formale dei mezzi di produzione, ma dal controllo della conoscenza e dei processi decisionali (teoria in parte ispirata al pensiero di Bruno Rizzi).

### Attività
Tra le attività militanti di maggior rilievo dei GAF va ricordato il Comitato Spagna libertaria, costituito nel 1974 per sostenere la rinascita del movimento anarchico in quel paese nella fase finale della dittatura franchista che esplicò una notevole attività sul piano propagandistico (attraverso la diffusione del filmato Spagna '36 e la realizzazione di numerosi incontri) e di raccolta fondi. Importante inoltre l'attività (insieme alle altre componenti del movimento anarchico) della Croce Nera anarchica contro la repressione

Sicuramente il contributo più duraturo dell'area dei GAF è stato sul piano culturale attraverso la fondazione del mensile A/Rivista Anarchica (1971), la costituzione del Centro di studi libertari Giuseppe Pinelli di Milano (1976), e (dopo lo scioglimento formale della federazione) la creazione della casa editrice Elèuthera (1986). Tra le altre attività di rilievo vanno menzionate le riviste Volontà (già preesistente), Libertaria e Interrogations e le pubblicazioni dell'editrice Antistato

### Scioglimento
I GAF si sono sciolti formalmente nel 1978, ravvisando la necessità di esplorare vie nuove per lo sviluppo dell'Anarchismo. Gli ex aderenti hanno continuato di fatto ad operare in campo culturale come area omogenea soprattutto attraverso il mensile A/Rivista Anarchica, le attività del Centro di studi libertari Giuseppe Pinelli di Milano, e le pubblicazioni della casa editrice Elèuthera.